# Сезон ФК «Динамо» (Київ) 2015—2016
Сезон «Динамо» (Київ) 2015–2016 — 25-й сезон київського «Динамо» у чемпіонатах України. Єврокубковий сезон «Динамо» розпочне з групової стадії Ліги чемпіонів УЄФА 2015–2016, де намагатиметься пройти якомога далі у змаганнях турніру.

## Сезон

### Чемпіонат Прем'єр-ліги

#### Турнірна таблиця
| М  | Команда          | І  | В  | Н  | П  | РМ    | О     |
| -- | ---------------- | -- | -- | -- | -- | ----- | ----- |
|    | «Динамо»         | 26 | 23 | 1  | 2  | 54−11 | 70    |
|    | «Шахтар»         | 26 | 20 | 3  | 3  | 76−25 | 63    |
|    | «Дніпро»         | 26 | 16 | 5  | 5  | 50−22 | 53[а] |
| 4  | «Зоря»           | 26 | 14 | 6  | 6  | 51−26 | 48    |
| 5  | «Ворскла»        | 26 | 11 | 9  | 6  | 32−26 | 42    |
| 6  | ФК «Олександрія» | 26 | 10 | 8  | 8  | 30−29 | 38    |
| 7  | «Карпати»        | 26 | 8  | 6  | 12 | 26−37 | 30    |
| 8  | «Сталь»          | 26 | 7  | 8  | 11 | 22−31 | 29    |
| 9  | «Олімпік»        | 26 | 6  | 7  | 13 | 23−35 | 25    |
| 10 | «Металіст»       | 26 | 5  | 9  | 12 | 19−46 | 24    |
| 11 | «Чорноморець»    | 26 | 4  | 10 | 12 | 22−39 | 22    |
| 12 | «Волинь»         | 26 | 10 | 8  | 8  | 36−36 | 20[б] |
| 13 | «Говерла»        | 26 | 3  | 7  | 16 | 13−48 | 7[в]  |
| 14 | «Металург»       | 26 | 0  | 3  | 23 | 7−50  | 3     |

а УЄФА відсторонив «Дніпро» від участі в єврокубках на один сезон.
б «Волинь» позбавлена 18 очок згідно з рішеннями ДК ФІФА від 3 лютого, 9 жовтня та 15 грудня 2015 року.
в «Говерла» позбавлена 9 очок згідно з рішеннями КДК ФФУ від 12 лютого та 3 березня 2016 року.
«Металург» виключений зі змагань після 18-го туру, в усіх матчах, починаючи з 17-го туру, команді зараховані технічні поразки −:+.
Позначення:

#### Місце у чемпіонаті за туром
| 4 |

| 2 |

| 2 |

| 1 |

| 1 |

| 1 |

| 1 |

| 1 |

| 1 |

| 1 |

| 2 |

| 2 |

| 2 |

| 2 |

| 2 |

| 2 |

| 2 |

| 1 |

| 1 |

| 1 |

| 1 |

| 1 |

| 1 |

| 1 |

| 1 |

| 1 |

| Прем'єр-ліга | Місце команди в таблиці |

| Прем'єр-ліга | Місце команди в таблиці |

## Досягнення сезону
- Команда «Динамо» (Київ) — чемпіон України.

## 25 сезонів
Список футболістів київського «Динамо» — учасників чемпіонату України.
Гравці, які провели в чемпіонатах 100 і більше матчів:
- Олександр Шовковський - 418
- Олег Гусєв - 286
- Владислав Ващук - 255
- Сергій Ребров - 242
- Андрій Несмачний - 228
- Валентин Белькевич - 224
- Максим Шацьких - 215
- Андрій Ярмоленко - 195
- Олександр Головко - 186
- Олег Лужний - 186
- Юрій Дмитрулін - 184
- Артем Мілевський - 178
- Андрій Шевченко - 172
- Андрій Гусін - 170
- Тіберіу Гіоане - 168
- Данило Сілва - 149
- Огнєн Вукоєвич - 141
- Горан Гавранчич - 136
- Олександр Хацкевич - 135
- Дмитро Михайленко - 132
- Віталій Косовський - 131
- Флорін Чернат - 130
- Діого Рінкон - 129
- Тарас Михалик - 124
- Бадр Ель-Каддурі - 123
- Євген Хачаріді - 121
- Павло Шкапенко - 121
- Аїла Юссуф - 120
- Сергій Федоров - 114
- Мілош Нінкович - 109
- Денис Гармаш - 107
- Сергій Шматоваленко - 107
- Бетао - 106

Гравці, які провели від 30 до 99 матчів у чемпіонаті:
- Віктор Леоненко - 98
- Юрій Калитвинцев - 93
- Олександр Алієв - 86
- Георгій Пєєв - 85
- Сергій Ковалець - 83
- Артем Кравець - 81
- Мігель Волозу - 78
- Роман Єрьоменко - 77
- Карлос Корреа - 75
- Браун Ідеє - 74
- Клебер - 74
- Сергій Мізін - 73
- Каха Каладзе - 72
- Сергій Беженар - 68
- Домагой Віда - 67
- Юрій Максимов - 65
- Володимир Шаран - 64
- Олександр Драгович - 62
- Єрко Леко - 62
- Сергій Сидорчук - 62
- Артем Яшкін - 57
- Юнес Беланда - 56
- Василь Кардаш - 56
- Максим Коваль - 56
- Олександр Мелащенко - 56
- Євген Похлєбаєв - 56
- Родольфо - 56
- Андрій Анненков - 54
- Сергій Коновалов - 54
- Леандро Алмейда - 52
- Горан Сабліч - 52
- Ласло Боднар - 51
- Олексій Герасименко - 51
- Лукман Аруна -  50
- Віталій Рева - 50
- Руслан Ротань - 50
- Маріс Верпаковскіс - 49
- Джермейн Ленс - 49
- Дмитро Топчієв - 48
- Андрій Хомин - 47
- Ісмаель Бангура - 46
- Олександр Призетко - 46
- Родріго Балдассо - 44
- Юрій Грицина - 43
- Ігор Кутепов - 43
- Сергій Рибалка - 41
- Папе Діакате - 37
- Мар'ян Маркович - 37
- Олександр Рибка - 37
- Роман Зозуля - 35
- Віталій Пономаренко - 34
- Роман Безус - 33
- Дьємерсі Мбокані - 33
- В'ячеслав Кернозенко - 32
- Горан Попов - 32
- Анатолій Безсмертний - 31
- Віторіну Антунеш - 30
- Віталій Буяльський - 30
- Сергій Серебрянников - 30

Гравці, які провели від 1 до 29 матчів у чемпіонаті:
- Євген Макаренко - 29
- Сергій Кормільцев - 28
- Сергій Леженцев - 28
- Лакі Ідахор - 27
- Жерсон Маграо - 27
- Георгій Деметрадзе - 26
- Сергій Заєць - 26
- Андрій Ковтун - 26
- Сергій Скаченко - 26
- Станіслав Богуш - 25
- Олег Венглинський - 25
- Адмір Мехмеді - 25
- Дуду Перейра - 24
- Лукаш Теодорчик - 24
- Олександр Радченко - 23
- Степан Беца - 22
- Віталій Мандзюк - 22
- Вальдемар Мартінкенас - 22
- Віталій Мінтенко - 22
- Михаїл Джишкаріані - 21
- Юрій Мороз - 21
- В'ячеслав Хруслов - 21
- Ахрік Цвейба - 21
- Павло Яковенко - 21
- Олександр Кирюхін - 20
- Жуніор Мораес - 20
- Тає Тайво - 20
- Ігор Костюк - 18
- Євген Селін - 18
- Олег Саленко - 16
- Дерліс Гонсалес - 14
- Анатолій Дем'яненко - 14
- Андрій Зав'ялов - 14
- Володимир Маковський - 14
- Владислав Прудіус - 14
- Максим Деменко - 13
- Владислав Калітвінцев - 13
- Ніко Краньчар - 13
- Віталій Лисицький - 13
- Раміз Мамедов - 13
- Руслан Бідненко - 12
- Сергій Кравченко - 12
- Малхаз Асатіані - 11
- Денис Бойко - 11
- Гільєрме - 11
- Андрій Єщенко - 11
- Володимир Кузмичов - 11
- Микола Морозюк - 11
- Денис Онищенко - 11
- Марко Рубен - 11
- Андрій Алексаненков - 10
- Микола Волосянко - 10
- Володимир Єзерський - 10
- Олег Матвєєв - 10
- Геннадій Мороз - 10
- Бенуа Тремулінас - 10
- Олександр Яценко - 10
- Олег Допілка - 9
- Раффаель Каетано - 9
- Сергій Корніленко - 9
- Ігор Панкратьєв - 9
- Майкл Андерсон - 8
- Микола Зуєнко - 8
- Ерванд Сукіасян - 8
- Андрій Богданов - 7
- Олег Волотек - 7
- Валерій Воробйов - 7
- Тарас Луценко - 7
- Роман Максимюк - 7
- Радосав Петрович - 7
- Олексій Антюхін - 6
- Валерій Єсипов - 6
- Гінтарас Квіткаускас - 6
- Отар Марцваладзе - 6
- Олександр Романчук - 6
- Андрій Цуриков - 6
- Едгарас Чеснаускіс - 6
- Олександр Косирін - 5
- Леандро Машаду - 5
- Віталій Самойлов - 5
- Балаж Фаркаш - 5
- Віталій Федорів - 5
- Сергій Баланчук - 4
- Факундо Бертольйо - 4
- Микита Бурда - 4
- Крістіан Ірімія - 4
- Сергій Мякушко - 4
- Алессандро Морі Нуньєс - 4
- Демба Туре - 4
- Олександр Філімонов - 4
- Олександр Яковенко - 4
- Фанендо Аді - 3
- Володимир Ковалюк - 3
- Володимир Лисенко - 3
- Денис Олійник - 3
- Андре Рібейро - 3
- Кахабер Аладашвілі - 2
- Віктор Бєлкін - 2
- Ілля Близнюк - 2
- Олег Герасим'юк - 2
- Давіт Імедашвілі - 2
- Михайло Маковський - 2
- Вадим Мілько - 2
- Періца Огнєнович - 2
- Ігор Скоба - 2
- Сергій Черняк - 2
- Євген Чумак - 2
- Насер Аль-Саухі - 1
- Олександр Андрієвський - 1
- Артем Бесєдін - 1
- Сергій Даценко - 1
- Денис Дедечко - 1
- Артем Кичак - 1
- Микита Корзун - 1
- Богдан Михайличенко - 1
- Роберто Нанні - 1
- Матвій Николайчук - 1
- Андрій Оберемко - 1
- Павло Оріховський - 1
- Кирило Петров - 1
- Артур Рудько - 1
- Франк Теміле - 1
- Ігор Харатін - 1
- Дмитро Хльобас - 1
- Юрій Целих - 1